# Sojoez 12
Sojoez 12 (Russisch: Союз 12, "Unie 12") was een Russische bemande ruimtevlucht in 1973. Het was de eerste vlucht van het herziene ontwerp van het Sojoez ruimtevaartuig. Missiedoel was om de gemodificeerde boordsystemen uit te testen.

## Aanleiding tot herontwerp
Na de ramp met de Sojoez 1, waarbij Vladimir Komarov de dood vond, pasten de Russen hun Sojoez al ingrijpend aan. Maar blijkbaar niet goed genoeg: de vlucht van Sojoez 11 kende eveneens een tragisch einde. Ook deze bemanning, bestaande uit Georgi Dobrovolski, Vladislav Volkov en Viktor Patsajev, verloor het leven tijdens terugkeer naar de Aarde.
In reactie op deze nieuwe ruimteramp zette de Sovjet-Unie het Sojoezprogramma ruim twee jaar stop. Tijdens deze ingelaste pauze gingen de bouwers met de stofkam door de blauwdrukken om alle fouten uit het ontwerp te verwijderen. Daarnaast wenste men geen risico meer te lopen tijdens de terugkeer naar de Aarde. Het dragen van ruimtepakken tijdens lancering, koppeling en landing werd verplicht. Dit leverde een probleem op, aangezien een Sojoez met drie personen ook zonder ruimtepak al uiterst krap was. De capsule was gewoon te klein om drie personen met ruimtepak te herbergen. Maar de U.S.S.R. deed na twee tragisch verlopen vluchten op dit punt geen water meer bij de wijn. Dat betekende dat er voortaan, in plaats van de gebruikelijke drie, slechts plaats was voor twee kosmonauten. De derde zitplaats verving men door extra overlevingsapparatuur.

## Nieuwe Sojoez
De Sojoez 7K-OKS werd opgevolgd door het type Sojoez 7K-T. Deze versie vloog tot de introductie van de Sojoez T in 1981 en kon na 31 missies een smetteloze staat van dienst overleggen. De Sovjet-Unie leerde harde lessen van het Sojoez 11 drama. Deze nieuwe Sojoez beschikte niet langer over zonnepanelen, maar over accu's. Op deze wijze liepen de Russen niet het risico om, als de panelen onverwacht niet openklapten na lancering, halsoverkop een missie af te moeten breken. Weliswaar beperkte dit het ruimtevaartuig ernstig in zijn actie-radius, maar in praktijk koppelde de Sojoez na korte tijd aan het Saljoet ruimtestation. De accu's van deze nieuwe Sojoez hielden het 2½ dag uit, wat ruim voldoende tijd bood om een koppeling uit te voeren. Daarna laadden de zonnepanelen van de Saljoet de accu's van de Sojoez weer op.

## Vluchtverloop
De Sojoez 12 werd op 27 september 1973 gelanceerd met een Sojoez draagraket vanaf Bajkonoer. Deze herziene versie woog 6570 kg. De bemanning bestond uit commandant Vasili Lazarev en vluchtspecialist Oleg Makarov. Het Russische persbureau TASS maakte onmiddellijk na lancering bekend dat deze vlucht twee dagen zou duren. Met name de keuze voor Lazarev was opvallend, aangezien hij tot twee keer toe niet door de keuring voor het kosmonautenkorps heen kwam.
Sojoez 12 kwam in een baan met een omlooptijd van ruim 88,59 minuten met een apogeum van 249 km, een perigeum van 194 km en een inclinatie van 51,59°.
Lazarev en Makarov testten de nieuwe boordapparatuur gedurende twee dagen. Daarna keerden zij naar de Aarde terug en voerden een geslaagde landing uit op 400 km ten zuidwesten van Karaganda te Kazachstan.
1 ·
2 ·
3 ·
4 ·
5 ·
6 ·
7 ·
8 ·
9 ·
10 ·
11 ·
12 ·
13 ·
14 ·
15 ·
16 ·
17 ·
18A ·
18 ·
19 ·
20 ·
21 ·
22 ·
23 ·
24 ·
25 ·
26 ·
27 ·
28 ·
29 ·
30 ·
31 ·
32 ·
33 ·
34 · 
35 ·
36 ·
37 ·
38 ·
39 ·
40

T-1 ·  
T-2 ·
T-3 ·
T-4 ·
T-5 · 
T-6 ·
T-7 · 
T-8 ·
T-9 · 
T-10-1 ·
T-10 · 
T-11 ·
T-12 · 
T-13 ·
T-14 · 
T-15